# Uckermann (pommersches Adelsgeschlecht)

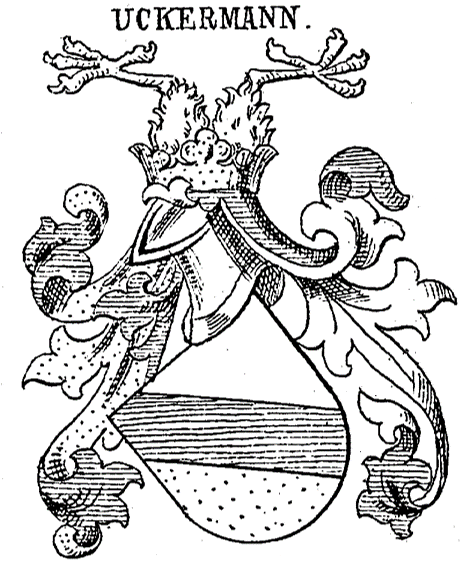
Wappen derer von Uckermann bei Johann Siebmacher

Uckermann, auch Ueckermann oder Ukermann geschrieben, ist der Name eines pommerschen Adelsgeschlechts.
Es besteht keine Stammverwandtschaft zu den auch wappenverschiedenen 1769 nobilitierten Uckermann-Bendeleben.

## Geschichte
Das Geschlecht wurde mit Hermann Uckermann im Jahre 1390 zuerst urkundlich genannt, als dieser die Güter Groß und Klein Wachlin sowie Roggow erwarb. im 16. Jahrhundert war auch Dalow in Familienbesitz. Kerckow wurde in den Belehnungsprotokollen 1665 bis 1786 bei der Familie genannt. Damerfitz zählte im 18. Jahrhundert zu den Familiengütern und wurde 1754 veräußert. 1787 gehörten nach der Vasallentabelle Naffin und Zarnefanz mit Hechthaus und drei Bauernhöfen in Denzin sowie Gerwin im Kreis Cammin der Familie. 
Nach 1800 ist eine Begüterung in Klemzow bei Schievelbein nachgewiesen.  Um 1850 waren Machmin, auch zumeist als Groß Machmin geführt, mindestens bis 1914, und Bedlin bei den von Uckermann, letzteres bis 1945, wo der Oberstleutnant Franz Konrad von Uckermann († 1973) der letzte Eigentümer war.

## Wappen
Das Wappen zeigt einen durch einen blauen Schrägbalken geteilten Schild, dessen obere Hälfte silbern, die untere golden ist. Auf dem Helm zwei gestürzte Greifenklauen.